# Records de Suède d'athlétisme

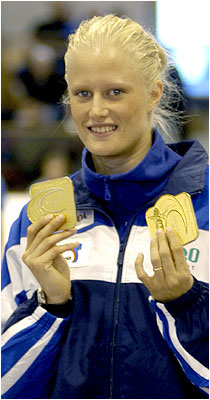
Carolina Klüft détient plusieurs records nationaux.

Les records de Suède d'athlétisme sont les meilleures performances réalisées par des athlètes suédois et homologuées par la Fédération suédoise d'athlétisme.

## Plein air

### Hommes
| Épreuve                 | Record | Athlète                                                                         | Date              | Compétition                 | Lieu                | Réf.   |
| ----------------------- | --- | ------------------------------------------------------------------------------- | ----------------- | --------------------------- | ------------------- | ------ |
| 100 m                   | 10 s 08 (+0,3 m/s) | Henrik Larsson                                                                  | 12 mai 2024       | Horst Mandl Memorial        | Graz                | [ 1 ]  |
| 200 m                   | 20 s 30 (+1,3 m/s) | Johan Wissman                                                                   | 23 septembre 2007 | Finale mondiale de l'IAAF   | Stuttgart           | [ 2 ]  |
| 400 m                   | 44 s 56 | Johan Wissman                                                                   | 29 août 2007      | Championnats du monde       | Osaka               | [ 3 ]  |
| 800 m                   | 1 min 43 s 13 | Andreas Kramer                                                                  | 12 juillet 2024   | Meeting Herculis            | Monaco              | [ 4 ]  |
| 1 000 m                 | 2 min 16 s 96 | Andreas Kramer                                                                  | 18 juin 2023      |                             | Göteborg            |        |
| 1 500 m                 | 3 min 32 s 00 | Andreas Almgren                                                                 | 15 juin 2023      | Bislett Games               | Oslo                | [ 5 ]  |
| Mile                    | 3 min 52 s 50 | Samuel Pihlström                                                                | 21 août 2024      | Folksam Grand Prix          | Borås               | [ 6 ]  |
| 2 000 m                 | 4 min 59 s 71 | Kalle Berglund                                                                  | 10 août 2020      |                             | Sollentuna          |        |
| 3 000 m                 | 7 min 34 s 28 | Andreas Almgren                                                                 | 2 juin 2024       |                             | Stockholm           |        |
| 5 000 m                 | 12 min 50 s 94 | Andreas Almgren                                                                 | 30 mai 2024       | Bislett Games               | Oslo                | [ 7 ]  |
| 10 000 m                | 26 min 52 s 87 | Andreas Almgren                                                                 | 16 mars 2024      | The TEN                     | San Juan Capistrano | [ 8 ]  |
| 5 km (route)            | 13 min 32 s | Jonas Glans                                                                     | 1er octobre 2023  |                             | Riga                |        |
| 10 km (route)           | 27 min 20 s | Andreas Almgren                                                                 | 14 janvier 2024   | 10k Valencia Ibercaja       | Valence             | [ 9 ]  |
| 10 km (route)           | 26 min 53 s | Andreas Almgren                                                                 | 12 janvier 2025   | 10k Valencia Ibercaja       | Valence             |        |
| Heure                   | 20 128 m | Emil Millán de la Oliva                                                         | 4 septembre 2020  |                             | Bruxelles           |        |
| Semi-marathon           | 59 min 23 s | Andreas Almgren                                                                 | 11 février 2024   | Semi-marathon de Barcelone  | Barcelone           | [ 10 ] |
| Marathon                | 2 h 07 min 36 s | Suldan Hassan                                                                   | 18 février 2024   | Marathon de Séville         | Séville             | [ 11 ] |
| Marathon                | 2 h 5 min 57 s | Suldan Hassan                                                                   | 2 mars 2025       | Marathon de Tokyo           | Tokyo               |        |
| 100 km route            | 6 h 20 min 51 s | Olle Meijer                                                                     | 27 avril 2024     |                             | Växjö               |        |
| 110 m haies             | 13 s 35 (+1,7 m/s) | Robert Kronberg                                                                 | 4 juillet 2001    | Athletissima                | Lausanne            |        |
| 400 m haies             | 47 s 94 | Carl Bengtström                                                                 | 11 juin 2024      | Championnats d'Europe       | Rome                | [ 12 ] |
| 3 000 m steeple         | 8 min 5 s 75 | Mustafa Mohamed                                                                 | 28 juillet 2007   | KBC Night of Athletics      | Heusden-Zolder      |        |
| Saut en hauteur         | 2,42 m (AR) | Patrik Sjöberg                                                                  | 30 juin 1987      | DN Galan                    | Stockholm           |        |
| Saut à la perche        | 6,26 m | Armand Duplantis                                                                | 25 août 2024      | Mémorial Kamila Skolimowska | Chorzów             | [ 13 ] |
| Saut en longueur        | 8,44 m (+ 1,8 m/s) A | Michel Tornéus                                                                  | 10 juillet 2016   |                             | Monachil            | [ 14 ] |
| Triple saut             | 17,79 m (+1,4 m/s) | Christian Olsson                                                                | 22 août 2004      | Jeux olympiques             | Athènes             | [ 15 ] |
| Lancer du poids         | 21,33 m | Hans Höglund                                                                    | 6 juin 1975       |                             | Provo               |        |
| Lancer du disque        | 71,86 m | Daniel Ståhl                                                                    | 29 juin 2019      |                             | Bottnaryd           | [ 16 ] |
| Lancer du marteau       | 80,14 m | Tore Gustafsson                                                                 | 4 juillet 1989    |                             | Lappeenranta        |        |
| Lancer du javelot       | 89,10 m | Patrik Bodén                                                                    | 24 mars 1990      | Texas Relays                | Austin              |        |
| Décathlon               | 8 406 pts | Nicklas Wiberg                                                                  | 19–20 août 2009   | Championnats du monde       | Berlin              | [ 17 ] |
| Décathlon               | 10 s 96 (-0,4 m/s) (100 m), 7,25 m (-0,4 m/s) (longueur), 14,99 m (poids), 2,05 m (Saut en hauteur), 48 s 73 (400 m) / 14 s 75 (+0,3 m/s) (110 m haies), 42,28 m (disque), 4,50 m (Saut à la perche), 75,02 m (javelot), 4 min 17 s 05 (1 500 m) |                                                                                 |                   |                             |                     |        |
| 20 000 m marche (piste) | 1 h 18 min 35 s 2 | Stefan Johansson                                                                | 15 mai 1992       |                             | Bergen              |        |
| 20 km marche (route)    | 1 h 17 min 39 s | Perseus Karlström                                                               | 19 aout 2023      | Championnats du monde       | Budapest            | [ 18 ] |
| 35 km marche (route)    | 2 h 23 min 44 s | Perseus Karlström                                                               | 24 juillet 2022   | Championnats du monde       | Eugene              | [ 19 ] |
| 50 km marche (route)    | 3 h 44 min 35 s | Perseus Karlström                                                               | 17 décembre 2018  | Championnats d'Australie    | Melbourne           | [ 20 ] |
| 4 × 100 m               | 38 s 63 | Équipe nationale Peter Karlsson Torbjörn Mårtensson Lars Hedner Patrik Strenius | 2 août 1996       | Jeux olympiques             | Atlanta             |        |
| 4 x 200 m               | 1 min 26 s 43 | Malmö AI Lars Sjölin Thomas Avebäck Ulf Söderman Lars Hedner                    | 24 avril 1988     | Mt. SAC Relays              | Walnut              |        |
| 4 × 400 m               | 3 min 2 s 57 | Équipe nationale Erik Carlgren Anders Faager Kenth Öhman Ulf Rönner             | 10 septembre 1972 | Jeux olympiques             | Munich              |        |
| 4 x 800 m               | 7 min 19 s 44 | Malmö AI Tobias Andersson Joel Johansson Torbjörn Johansson Jörgen Zaki         | 8 juin 1996       |                             | Huddinge            |        |
| 4 x 1 500 m             | 15 min 9 s 3 | Mälarhöjden IK Jan Persson Lars Ericsson Antero Rinne Juha Moilanen             | 12 juin 1983      |                             | Värnamo             |        |

### Femmes
| Épreuve              | Record | Athlète                                                                 | Date              | Compétition                           | Lieu           | Réf.   |
| -------------------- | --- | ----------------------------------------------------------------------- | ----------------- | ------------------------------------- | -------------- | ------ |
| 100 m                | 11 s 16 (+1,0 m/s) | Linda Haglund                                                           | 26 juillet 1980   | Jeux olympiques                       | Moscou         |        |
| 200 m                | 22 s 69 (+1,6 m/s) | Julia Henriksson                                                        | 17 août 2024      | Finale interclubs                     | Sollentuna     | [ 21 ] |
| 400 m                | 51 s 13 | Moa Hjelmer                                                             | 29 juin 2012      | Championnats d'Europe                 | Helsinki       | [ 22 ] |
| 800 m                | 1 min 58 s 77 | Lovisa Lindh                                                            | 6 juillet 2017    | Athletissima                          | Lausanne       | [ 23 ] |
| 1 000 m              | 2 min 35 s 15 | Lovisa Lindh                                                            | 11 juillet 2017   |                                       | Göteborg       | [ 24 ] |
| 1 500 m              | 3 min 56 s 60 | Abeba Aregawi                                                           | 10 mai 2013       | Qatar Athletic Super Grand Prix       | Doha           | [ 25 ] |
| Mile                 | 4 min 23 s 07 | Abeba Aregawi                                                           | 11 septembre 2015 |                                       | Bruxelles      |        |
| 2 000 m              | 5 min 52 s 22 | Sara Wedlund                                                            | 2 septembre 1995  |                                       | Stockholm      |        |
| 3 000 m              | 8 min 37 s 50 | Meraf Bahta                                                             | 21 juillet 2017   | Herculis                              | Monaco         | [ 26 ] |
| 5 000 m              | 14 min 49 s 95 | Meraf Bahta                                                             | 22 mai 2016       | Meeting Mohammed-VI                   | Rabat          | [ 27 ] |
| 10 000 m             | 31 min 08 s 05 | Meraf Bahta                                                             | 4 mai 2021        | 25 Laps to Tokyo                      | Stockholm      | [ 28 ] |
| 5 km (route)         | 15 min 04 s | Meraf Bahta                                                             | 31 décembre 2021  |                                       | Barcelone      |        |
| 10 km (route)        | 31 min 22 s | Meraf Bahta                                                             | 9 janvier 2022    |                                       | Valence        |        |
| Heure                | 17 955 m | Sarah Lahti                                                             | 4 septembre 2020  |                                       | Bruxelles      |        |
| Semi-marathon        | 1 h 8 min 19 s | Sarah Lahti                                                             | 24 octobre 2021   | Semi-marathon de Valence              | Valence        | [ 29 ] |
| Marathon             | 2 h 23 min 41 s | Isabellah Andersson                                                     | 21 janvier 2011   | Marathon de Dubaï                     | Dubai          | ,      |
| 100 km route         | 7 h 20 min 48 s | Kajsa Berg                                                              | 12 septembre 2015 |                                       | Winschoten     |        |
| 100 m haies          | 12 s 47 (+1,4 m/s) | Ludmila Engquist                                                        | 29 juillet 1996   | Jeux olympiques                       | Atlanta        |        |
| 100 m haies          | 12 s 47 (+0,7 m/s) | Ludmila Engquist                                                        | 28 août 1999      | Championnats du monde                 | Séville        |        |
| 400 m haies          | 54 s 15 | Ann-Louise Skoglund                                                     | 30 août 1986      | Championnats d'Europe                 | Stuttgart      |        |
| 3 000 m steeple      | 9 min 23 s 96 | Charlotta Fougberg                                                      | 12 juillet 2014   | Glasgow Grand Prix                    | Glasgow        | [ 32 ] |
| Saut en hauteur      | 2,06 m | Kajsa Bergqvist                                                         | 26 juillet 2003   | Meeting d'Eberstadt                   | Eberstadt      |        |
| Saut à la perche     | 4,83 m | Michaela Meijer                                                         | 1er août 2020     |                                       | Norrköping     | [ 33 ] |
| Saut en longueur     | 6,99 m (+1,9 m/s) | Erica Johansson                                                         | 5 juillet 2000    | Athletissima                          | Lausanne       |        |
| Triple saut          | 14,29 m (+0,7 m/s) | Carolina Klüft                                                          | 8 juin 2008       |                                       | Växjö          |        |
| Lancer du poids      | 19,54 m | Axelina Johansson                                                       | 13 mai 2023       | Championnats de la Big Ten Conference | Bloomington    | [ 34 ] |
| Lancer du disque     | 65,14 m | Vanessa Kamga                                                           | 2 août 2024       | Jeux olympiques                       | Saint-Denis    | [ 35 ] |
| Lancer du marteau    | 73,31 m | Thea Löfman                                                             | 25 mai 2024       | Werfertage                            | Halle          | [ 36 ] |
| Lancer du javelot    | 61,96 m | Sofi Flinck                                                             | 16 août 2013      | Championnats du monde                 | Moscou         | [ 37 ] |
| Heptathlon           | 7 032 pts (AR) | Carolina Klüft                                                          | 25–26 août 2007   | Championnats du monde                 | Osaka          | [ 38 ] |
| Heptathlon           | 13 s 15 (+0,1 m/s) (100 m haies), 1,95 m (Saut en hauteur), 14,81 m (poids), 23 s 38 (+0,3 m/s) (200 m) / 6,85 m (+1,0 m/s) (longueur), 47,98 m (javelot), 2 min 12 s 56 (800 m) |                                                                         |                   |                                       |                |        |
| 20 km marche (route) | 1 h 31 min 20 s | Monica Svensson                                                         | 5 mai 2007        |                                       | Vallensbæk     |        |
| 50 km marche (route) | 4 h 10 min 59 | Monica Svensson                                                         | 21 octobre 2007   |                                       | Scanzorosciate |        |
| 4 × 100 m            | 43 s 61 | Équipe nationale Emma Rienas Carolina Klüft Jenny Kallur Susanna Kallur | 27 août 2005      |                                       | Göteborg       |        |
| 4 × 400 m            | 3 min 29 s 84 | Équipe nationale Lisa Lilja Moa Granat Jonna Claesson Marie Kimumba     | 11 juin 2024      | Championnats d'Europe                 | Rome           | [ 39 ] |

## Salle

### Hommes
| Épreuve           | Record | Athlète                 | Date                           | Compétition                    | Lieu             | Réf.   |
| ----------------- | --- | ----------------------- | ------------------------------ | ------------------------------ | ---------------- | ------ |
| 60 m              | 6 s 53 | Henrik Larsson          | 4 mars 2023                    | Championnats d'Europe en salle | Istanbul         | [ 40 ] |
| 200 m             | 20 s 65 | Johan Wissman           | 28 févroer 2004                | Meeting Pas de Calais          | Liévin           |        |
| 200 m             | 20 s 43 (sous réserve d'homologation)                                                                                          | Erik Erlandsson         | 17 janvier 2025 4 février 2025 |                                | Växjö Ostrava    |        |
| 400 m             | 45 s 33 | Carl Bengtström         | 19 mars 2022                   | Championnats du monde en salle | Belgrade         |        |
| 800 m             | 1 min 45 s 09 | Andreas Kramer          | 17 février 2021                | Copernicus Cup                 | Toruń            | [ 41 ] |
| 1 500 m           | 3 min 35 s 47 | Samuel Pihlström        | 30 janvier 2024                | Czech Indoor Gala              | Ostrava          |        |
| 3 000 m           | 7 min 34 s 31 | Andreas Almgren         | 17 février 2022                |                                | Liévin           |        |
| 5 000 m           | 13 min 39 s 71 | Mustafa Mohamed         | 14 juillet 2006                |                                | Stockholm        |        |
| 60 m haies        | 7 s 54 | Robert Kronberg         | 9 mars 2001 18 mars 2001       | Championnats du monde en salle | Lisbonne Glasgow |        |
| Saut en hauteur   | 2,41 m | Patrik Sjöberg          | 1er février 1987               |                                | Le Pirée         |        |
| Saut à la perche  | 6,27 m (WR) | Armand Duplantis        | 28 février 2025                |                                | Clermont-Ferrand |        |
| Saut en longueur  | 8,38 m | Thobias Nilsson Montler | 18 mars 2022                   | Championnats du monde en salle | Belgrade         |        |
| Triple saut       | 17,83 m | Christian Olsson        | 7 mars 2004                    | Championnats du monde en salle | Budapest         |        |
| Lancer du poids   | 21,24 m | Sören Tallhem           | 9 mars 1985                    |                                | Syracuse         |        |
| Lancer du poids   | 21,49 m | Wictor Petersson        | 22 février 2025                |                                | Växjö            |        |
| Lancer du disque  | 66,90 m | Daniel Ståhl            | 11 février 2017                | Norden Kampen                  | Tampere          | [ 43 ] |
| Lancer du javelot | 65,10 m | Pontus Bjärkvik         | 13 mars 2011                   | Worl Indoor Throwing           | Växjö            |        |
| Heptathlon        | 6 142 pts | Henrik Dagård           | 11-12 mars 1995                | Championnats du monde en salle | Barcelone        |        |
| Heptathlon        | 6 s 84 (60m), 7,32 m (longueur), 15,27 m (poids), 1,98 (hauteur) 7 s 87 (60 m haies), 4,80 m (perche), 2 min 41 s 60 (1 000 m) |                         |                                |                                |                  |        |

### Femmes
| Épreuve           | Record                                                                                           | Athlète                      | Date                         | Compétition                                       | Lieu             | Réf.   |
| ----------------- | ------------------------------------------------------------------------------------------------ | ---------------------------- | ---------------------------- | ------------------------------------------------- | ---------------- | ------ |
| 60 m              | 7 s 13                                                                                           | Linda Haglund                | 12 mars 1978 31 janvier 1981 | Championnats d'Europe en salle                    | Milan Turku      |        |
| 200 m             | 23 s 03                                                                                          | Julia Henriksson             | 18 février 2024              | Championnats de Suède en salle                    | Karlstad         |        |
| 200 m             | 22 s 84                                                                                          | Julia Henriksson             | 23 février 2025              | Championnats de Suède en salle                    | Växjö            |        |
| 400 m             | 52 s 04                                                                                          | Moa Hjelmer                  | 3 mars 2013                  | Championnats d'Europe en salle                    | Göteborg         |        |
| 800 m             | 2 min 00 s 01                                                                                    | Maria Akraka                 | 19 février 1998              | GE Galan                                          | Stockholm        |        |
| 1 500 m           | 3 min 57 s 91                                                                                    | Abeba Aregawi                | 6 février 2014               | XL Galan                                          | Stockholm        |        |
| 5 000 m           | 15 min 06 s 49                                                                                   | Sara Wedlund                 | 25 février 1996              | GE Galan                                          | Stockholm        |        |
| 60 m haies        | 7 s 68                                                                                           | Susanna Kallur               | 10 février 2008              | Meeting de Karlsruhe                              | Karlsruhe        |        |
| Saut en hauteur   | 2,08 m                                                                                           | Kajsa Bergqvist              | 4 février 2006               | Hochsprung mit Musik                              | Arnstadt         |        |
| Saut à la perche  | 4,81 m                                                                                           | Angelica Bengtsson           | 24 février 2019              | All Star Perche                                   | Clermont-Ferrand | [ 44 ] |
| Saut en longueur  | 6,92 m                                                                                           | Carolina Klüft Khaddi Sagnia | 7 mars 2004 25 février 2018  | Championnats du monde en salle Glasgow Grand Prix | Budapest Glasgow | [ 45 ] |
| Triple saut       | 14,12 m                                                                                          | Camilla Johansson            | 26 février 2000              | Championnats d'Europe en salle                    | Gand             |        |
| Lancer du poids   | 19,30 m                                                                                          | Axelina Johansson            | 4 février 2023               |                                                   | Lincoln          |        |
| Lancer du poids   | 19,31 m                                                                                          | Axelina Johansson            | 1er mars 2023                | Big Ten                                           | Indianapolis     |        |
| Lancer du disque  | 57,09 m                                                                                          | Anna Söderberg               | 27 mars 2010                 | Waxiö Indoor Throwing Competition                 | Växjö            |        |
| Lancer du javelot | 57,75 m                                                                                          | Anna Wessman                 | 10 mars 2012                 | World Indoot Throwing                             | Växjö            |        |
| Pentathlon        | 4 948 pts                                                                                        | Carolina Klüft               | 4 mars 2005                  | Championnats d'Europe en salle                    | Madrid           |        |
| Pentathlon        | 8 s 19 (60 m haies), 1,93 m (hauteur), 13,29 m (poids), 6,65 m (longueur), 2 min 13 s 47 (800 m) |                              |                              |                                                   |                  |        |